# Sirnagalih (Ulubelu)
Sirnagalih is een bestuurslaag in het regentschap Tanggamus van de provincie Lampung, Indonesië. Sirnagalih telt 3361 inwoners (volkstelling 2010).